# Thetis (Schiff, 1901)
Die Thetis war ein Kleiner Kreuzer der Gazelle-Klasse der Kaiserlichen Marine. Der Kreuzer wurde nach der Meeresnymphe Thetis benannt.
Die erste Thetis war eine ehemals britische Segelfregatte, die am 12. Januar 1855 von Preußen erworben worden war und danach in der preußischen Marine diente. Am 28. November 1871 wurde die erste Thetis aus der Liste der Kriegsschiffe gestrichen.
Die Thetis war 1922 bis 1924 auch noch bei der Reichsmarine im Dienst.

## Auslandsdienst 1901 bis 1906
Der Kreuzer Thetis gehörte wie die ebenfalls unter dem Amtsentwurf 1895–1896 entstanden Niobe, Nymphe, Ariadne, Amazone und Medusa zur zweiten Gruppe der Kleinen Kreuzer der Gazelle-Klasse. Sie hatten gegenüber dem Typschiff Gazelle eine auf 8.000 PSi verstärkte Maschinenanlage.
Nach der Indienststellung, der Erprobung und der Ausrüstung für den Übersee-Einsatz lief der Kleine Kreuzer am 1. Dezember 1901 von Kiel nach Ostasien aus und wurde dem Ostasiengeschwader unterstellt. Der Kommandant hatte vom Admiralstab den streng vertraulichen Befehl erhalten, auf der Reise im Süden des Roten Meeres die vor der Westküste der Arabischen Halbinsel liegenden Farasan-Inseln (zum Osmanischen Reich gehörend) anzulaufen, um festzustellen, ob dort eine Kohlenstation angelegt werden könnte. Auf einer der Inseln war bereits seit September 1900 ein bewachtes Kohlenlager der Marine vorhanden; da die Inseln aber für die deutsche Marine strategisch ungünstig lagen, wurde im Oktober 1902 der Anspruch des Deutschen Reiches auf die Inseln aufgegeben. Über Aden, Colombo und Madras verlegte das Schiff weiter nach Kalkutta, wo das Offizierkorps des Kreuzers zusammen mit dem des österreichisch-ungarischen Kreuzers Zenta sowie dem Asienforscher Sven Hedin vom Generalgouverneur und Vizekönig von Indien, George Curzon, Baron Curzon of Kedleston, empfangen wurde.
Nach dem Eintreffen in Tsingtau versah die Thetis den üblichen Stationsdienst und bereiste die chinesischen und japanischen Gewässer. Ab dem 28. April 1902 befuhr das Schiff den Jangtsekiang mit dem Geschwaderchef, Vizeadmiral Richard von Geißler an Bord, über Nanking bis Hankau, um Flagge zu zeigen. Am 15. Mai war die Thetis dann wieder in Tsingtau.
Während des Russisch-Japanischen Krieges 1904/05 wurde die Thetis vor der koreanischen Küste eingesetzt, um die Konfliktparteien zu beobachten und deutsche Staatsbürger aus den gefährdeten Gebieten zu evakuieren. Von Oktober bis Dezember 1904 führte sie dann nochmals eine Yangtsefahrt durch.
Anlässlich des im Juli 1905 ausgebrochenen Maji-Maji-Aufstandes wurde der Kreuzer zusammen mit dem alten Kreuzer Seeadler zur Ostafrikanischen Station nach Daressalam detachiert. Am 28. August 1905 verließ die Thetis Hongkong und traf am 26. September in Daressalam ein, als der Höhepunkt der Krise bereits überschritten war. Dennoch verblieb das Schiff bis zum 29. März 1906 in diesen Gewässern und wurde dann auf Vorschlag des Kommandanten zurück nach Deutschland beordert. Dort wurde die Thetis am 18. Juni 1906 in Danzig zur Grundüberholung außer Dienst gestellt und verblieb bis zum Ausbruch des Ersten Weltkrieges im Reservestatus.

## Einsätze im Ersten Weltkrieg
- 4. August 1914: Indienststellung bei der Küstenschutzdivision der Ostsee (Konteradmiral Robert Mischke); Übernahme des Sicherungsdienstes im Kleinen Belt
- ab 18. Oktober 1914 in die östliche Ostsee entsandt und der Führung des Detachierten Admirals Ehler Behring unterstellt
- vom 24. bis 26. Oktober 1914 Vorstoß bis Gotska Sandön
- anschließend Verteidigung Memels und Beschuss russischer Stellungen an der kurländischen Küste, zeitweise ein Landungskorps von 74 Mann im Einsatz
- am 6. November 1914 Rückverlegung von Memel nach Danzig, wobei es zu einem kurzen Gefecht mit russischen Zerstörern kam, darunter der moderne große Zerstörer Nowik. Da der Kommandant, Fregattenkapitän Paul Nippe, dies nicht meldete, wurde er daraufhin seines Kommandos enthoben. Auf einer von den russischen Zerstörern vor Memel gelegten 140 Minen sank am 17. November 1914 der Große Kreuzer Friedrich Carl.
- vom 15. bis 18. Dezember 1914 Vorstoß bis zu den Ålandinseln, dabei Sicherungsposition bei der Insel Utö gegen russische Flottenvorstöße aus dem Finnischen Meerbusen. Dabei auf dem Rückmarsch das nicht erkannte Hilfsschiff Senator Strandes beschossen und versenkt.
- vom 13. bis 17. April 1915 Minenunternehmung vor Dagö
- am 1. Mai 1915 Vorstoß zur Irbenstraße und Deckung der Torpedoboote V 107 und V 108 bei einem Handstreich gegen die Insel Raumö
- am 12. Mai 1915 zweimal erfolglos von einem russischen U-Boot nahe Bogskär angegriffen
- vom 3. bis 6. Juni 1915 Minenunternehmung zusammen mit anderen Schiffen und dem Flugzeugmutterschiff Glyndwr gegen den Südausgang des Moonsunds, wobei Letzteres vor Windau auf eine Mine lief und schwer beschädigt wurde.
- anschließend Marsch zur Westküste Gotlands, als Bedeckung für kohlende Torpedoboote. Dabei gelang es dem britischen U-Boot E9 das Torpedoboot S 148 zu torpedieren und den Kohlendampfer Dora Hugo Stinnes zu versenken.
- ab September 1915 beim Vorstoß in die Rigaer Bucht beteiligt, dabei am 8. September 1915 um 05.38 Uhr Minentreffer vor Lyser Ort. Nach Libau eingeschleppt, am 21. September über Danzig nach Kiel verlegt und dort außer Dienst gestellt.
- Erneute Indienststellung erst am 19. Oktober 1917 als zweites Artillerie-Schulschiff neben dem Großen Kreuzer Kaiserin Augusta
- Außerdienststellung am 19. Dezember 1918

## Reichsmarine

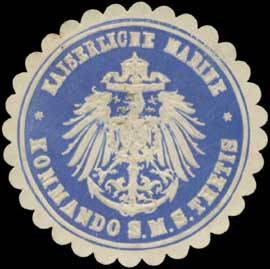
Siegelmarke K. Marine Kommando S.M.S. Thetis

Die Thetis blieb aufgrund der restriktiven Vorgaben des Versailler Vertrages der Reichsmarine erhalten und wurde – nur geringfügig modernisiert – am 2. April 1922 wieder in Dienst gestellt und der Marinestation der Ostsee zugeteilt. In dieser Funktion unternahm sie mehrere Auslandsreisen in verschiedene Ostseeländer. Am 30. November 1924 wurde die Thetis in Wilhelmshaven außer Dienst gestellt und zunächst bis 1929 als Wohnschiff genutzt. Die Streichung aus der Liste der Kriegsschiffe erfolgte zum 27. März 1929, anschließend der Verkauf und das Abwracken bei Blohm & Voss in Hamburg.

## Kommandanten
| 14. September bis Oktober 1901         | Fregattenkapitän Karl Deubel                          |
| Oktober 1901 bis Dezember 1902         | Korvettenkapitän / Fregattenkapitän Ernst van Semmern |
| Dezember 1902 bis Dezember 1903        | Fregattenkapitän Karl Dick                            |
| Dezember 1903 bis Juni 1905            | Korvettenkapitän / Fregattenkapitän Walter Voit       |
| Juni 1905 bis Mai 1906                 | Fregattenkapitän Ludwig Glatzel                       |
| Mai bis 8. Juni 1906                   | Kapitänleutnant Alfred Wurmbach                       |
| 4. August bis November 1914            | Fregattenkapitän Paul Nippe                           |
| November 1914                          | Korvettenkapitän Franz Halm                           |
| November 1914 bis 3. September 1915    | Korvettenkapitän / Fregattenkapitän Walter Hildebrand |
| 19. Oktober 1917 bis 19. Dezember 1918 | Korvettenkapitän / Fregattenkapitän Walter Mönch      |
| 2. April 1922 bis 30. September 1923   | Fregattenkapitän Walther Kinzel                       |
| 1. Oktober 1923 bis 30. November 1924  | Kapitän zur See Ernst Bindseil                        |

## Weiteres
- Als Schiffsarzt war auf dem Schiff der bekannte Mediziner Otto Werner im Ersten Weltkrieg tätig. Nach Werner wurde das sog. Werner-Syndrom benannt.